# John Gregory
John Charles Gregory (født 11. maj 1954 i Scunthorpe, England), er en tidligere professionel fodboldspiller.